# Władysław Olejnik
Władysław Eugeniusz Olejnik (ur. 4 lipca 1954 w Trzebiatowie) – polski zapaśnik startujący w stylu wolnym, mistrz Polski, wicemistrz Europy.

## Kariera sportowa
Karierę sportową rozpoczął w klubie Budowlani Koszalin w 1973, następnie był zawodnikiem Lotnika Wrocław i ZKS Koszalin. Jego największym sukcesem na arenie międzynarodowej było wicemistrzostwo Europy w 1985 w kategorii 48 kg oraz brązowy medal ME w tej samej kategorii wagowej w 1980, ponadto na mistrzostwach Europy zajmował miejsca: 4 (1978), 5 (1981), 5 (1982), 6 (1986).
Na mistrzostwach Polski wywalczył medal złoty w 1976, 1980 (w kategorii 48 kg), 1981, 1982, 1984 i 1993 (kat. 52 kg) medal srebrny w 1977, 1979 (kat. 48 kg) oraz medal brązowy w 1974, 1975 (kat. 48 kg). Pierwszy medal w karierze zdobył w 1974 dla Budowlanych, ostatni (w 1993) dla ZKS Koszalin, pozostałe dla Lotnika Wrocław